# Jacques Renard Belfort
Pour les articles homonymes, voir Belfort (homonymie).
Jacques-Renard Belfort, né le 26 décembre 1753 à Tincry (Moselle) et mort le 18 janvier 1819 à Montmartre (Paris), est un général français de la Révolution et de l’Empire.

## État de service
Il entre en service le 17 avril 1770, dans le régiment Royal-Normandie cavalerie, il passe brigadier le 20 novembre 1773, maréchal des logis le 1er février 1775, fourrier le 15 mai 1778, et adjudant le 22 mai 1785. Le 1er juin 1789, il devient porte-étendard, le 1er avril 1791 sous-lieutenant, le 17 juin 1792, lieutenant et le 12 mai 1793, capitaine. Il reçoit son brevet de chef d'escadron le 10 novembre 1793, et celui de chef de brigade le 21 novembre suivant.  
Le 10 avril 1794, il passe en cette qualité au 12e régiment de Cavalerie, et il est relevé de ses fonctions le 8 juin 1794. Le 27 janvier 1795, il est réhabilité, remis chef de brigade à la suite, et le 1er mai 1796, il reprend le commandement du 12e régiment de Cavalerie.
Il est nommé colonel en 1803, au 12e régiment de Cuirassiers. S’étant notamment distingué par sa bravoure à la bataille d'Austerlitz le 2 décembre 1805, il est promu Général de brigade le 24 décembre 1805, et le 24 avril 1810, il commande la garnison de Florence. De retour en France en juin 1814, il est admis à la retraite 
Il meurt le 18 janvier 1819, à Paris.

## Décorations
- Commandeur de la Légion d'honneur le 25 décembre 1805 :
- Baron de l'Empire le 18 juin 1809 :

## Dotation
- Le 18 juin 1809, donataire d’une rente de 4 000 francs en Westphalie.

## Sources
- Ressource relative à la vie publique :   - base Léonore
- Vicomte Révérend, Armorial du premier empire, tome 1, Honoré Champion, libraire, Paris, 1897, p. 73.